# Sint-Annaland
Sint-Annaland  (in zelandese: Stalland o Setalland; 16 km²; 3.400 abitanti ca.) è una località della costa sud-occidentale dei Paesi Bassi, facente parte della provincia della Zelanda e situata nella penisola (ed ex-isola) di Tholen, dove si affaccia sul Krabbenkreek.  Dal punto di vista amministrativo, si tratta di un ex-comune, accorpato dal 1971 alla municipalità di Tholen.

## Etimologia
La località deve il proprio nome ad una chiesa eretta nel 1494 in onore di Sant'Anna. È invece errata la concezione secondo cui deriverebbe invece da Anna di Borgogna, che secondo la leggenda (probabilmente erronea) avrebbe voluto la costruzione di tale chiesa.

## Geografia fisica

### Collocazione
Sint-Annaland si trova lungo la costa settentrionale  della penisola (ed ex-isola) di Tholen ed è situata tra le località di Sint Philipsland e Sint-Maartensdijk (rispettivamente a sud-ovest della prima e a nord-est della seconda), a circa 30 km a sud di Bruinisse.

## Società

### Evoluzione demografica
Al censimento del 2010, Sint-Annaland contava una popolazione pari a 3.445 abitanti..

## Storia
Nella cittadina fu costruito un monastero scomparso, che sarebbe poi nel XV secolo.
Nel 1692 un grosso incendio distrusse gran parte degli edifici e il porto.
Fino al XIX secolo, Sint-Annaland conobbe un grande esodo di persone, che ogni anno in settembre si recavano in altre località della Zelanda oppure nel Brabante Settentrionale e Olanda Meridionale in cerca di lavoro.

## Stemma
Lo stemma di Sint-Annaland è di colore blu e reca la figura dorata di Sant'Anna con in braccio un neonato.

## Architettura
Sint-Annaland conta 10 edifici classificati come rijksmonumenten.

### Edifici e luoghi d'interesse
- Standerdmolen (mulino in legno risalente al 1684 ca.)[1][7]
- De Vier Winden (mulino risalente al 1847)[1][8]
- Streekmuseum De Meestoof, museo di storia locale ricavato nell'ex-municipio[9]